# مایک پارادیناس
مایک پارادیناس (به انگلیسی: Mike Paradinas) یک موسیقی‌دان بریتانیایی است که در زمینهٔ موسیقی الکترونیک فعّالیّت می‌کند. او دارای لقب‌های متعدّدی است، امّا اغلب آثارش را تحت عنوان μ-Ziq (همانند واژهٔ میوزیک تلفّظ می‌شود) منتشر می‌کند.